# Colin McRae Rally 04
Colin McRae Rally 04 es un videojuego de carreras desarrollado y publicado por Codemasters para PlayStation 2, Xbox y Microsoft Windows.

## Jugabilidad
Hay seis campeonatos para completar en el juego. Hay 4 clases de autos: 4WD, 2WD, Group B y Bonus. La clase de bonificación son autos que no suelen competir en rallies. Estos autos solo están aquí para un placer adicional. El juego tiene pistas de rally en 8 países con un total de 52 etapas.
A diferencia de los tres juegos anteriores, este juego no tiene licencia oficial del equipo WRC. Todas las libreas de los autos son ficticias o tomadas de campeonatos distintos al WRC. Nicky Grist es reemplazado por Derek Ringer como la voz principal del copiloto en el juego, aunque todavía se puede acceder al conjunto de voces de Grist a través de la configuración del juego.

## Recepción
El juego tuvo una recepción positiva; tiene una puntuación de 86% y 87 sobre 100 para la versión de PC, 86% y 84 de 100 para la versión de Xbox, y 85% y 83 de 100 para la versión de PlayStation 2 según GameRankings y Metacritic. Fue nominado para el premio anual "Mejor juego económico" de GameSpot, que fue para ESPN NFL 2K5.